# Guy de Lacharrière
Pour les autres membres de la famille, voir Famille Ladreit de Lacharrière.
Guy Ladreit de Lacharrière, né le 27 janvier 1919 à Marseille et mort le 10 mars 1987 à Paris, est un diplomate et juriste français.

## Biographie

### Jeunesse et études
Guy de Lacharrière est titulaire d'une licence es lettres. Il est diplômé de l'Institut national des langues et civilisations orientales en russe. Il suit également ses études à l'École libre des sciences politiques, au sein de la section diplomatique, entre 1937 et 1939. Il étudie enfin à l'Institut de droit comparé de Paris. Il est docteur en droit.

### Parcours professionnel
En 1946, Guy de Lacharrière est reçu major du concours du ministère des Affaires étrangères. Il devient cette année-là attaché à l'ambassade de France en Russie, poste qu'il occupe jusqu'en 1948. 
Il revient par la suite au quai d'Orsay, où il exerce diverses fonctions en interne. Il y est successivement chef du Bureau des organisations internationales et secrétaire général de la délégation de la France auprès de l'UNESCO de 1948 à 1952, chef adjoint du service de coopération économique de 1952 à 1957, directeur des affaires des Nations unies de 1964 à 1969 et directeur des affaires juridiques de 1969 à 1979. De 1952 à 1957, il est directeur adjoint du département des sciences sociales de l'UNESCO.
De 1979 à 1982, il est conseiller d'État en service extraordinaire pour participer à la 3e conférence des Nations unies sur le droit de la mer. Il enseigne à l'Institut d'études politiques de Paris entre les années 1960 et 1970, où il donne un cours sur les organisations internationales et l'URSS.
Juge à la Cour internationale de justice, il est vice-président de cette institution de 1985 à sa mort.
Il est l'oncle de Marc de Lacharrière, homme d'affaires français.

## Publications
- L'U.R.S.S : [l'évolution de l'idée du droit en U.R.S.S] (1952, 1960, 1962, 1964)
- Les Institutions internationales : les Organisations internationales (1966-1967)
- Les Institutions internationales (1968-1969)
- La nouvelle division internationale du travail (Droz, 1969)
- Les Institutions internationales (1970-1971)
- La stratégie commerciale du développement (Presses universitaires de France, 1973)